# Teji Bachchan
Teji Bachchan (panjābī : ਤੇਜੀ ਬਚੱਨ), née le 12 août 1914 et morte le 21 décembre 2007, est une militante indienne. Amie proche d'Indira Gandhi, Premier ministre de l'Inde, c'est l'épouse du poète hindi Harivansh Rai Bachchan (en), la mère de la star de Bollywood Amitabh Bachchan, la belle-mère de l'actrice Jaya Bhaduri Bachchan et la grand-mère de l'acteur Abhishek Bachchan.
Teji Bachchan, née Teji Suri dans une famille sikh de Lyallpur (Inde britannique, actuellement Faisalabad au Pakistan), fait la connaissance de Harivansh Rai Bachchan, poète reconnu et professeur d'anglais à l'université d'Allahabad, alors qu'elle enseigne la psychologie à Lahore. Ils se marient en 1941, cinq après le décès de la première épouse de l'écrivain, et ont deux fils, Amitabh et Ajitabh. Teji et Harivansh Rai Bachchan forment un couple très uni et actif dans la société littéraire indienne ; ils récitent fréquemment des poèmes et Teji Bachchan joue en amateur dans des adaptations théâtrales de son mari.
Militante active, elle attire l'attention d'Indira Gandhi et les deux femmes se lient d'amitié. Par la suite, Teji Bachchan intervient pour faciliter le mariage de Rajiv Gandhi avec Sonia Antonio Maino, jeune Italienne de condition modeste, union qui suscite la réticence du Premier ministre. Cependant, les relations entre les deux familles se détériorent pendant que Rajiv Gandhi exerce le pouvoir.
Au début des années 1970, elle prend la direction de la Film Finance Corporation, structure gouvernementale soutenant l'émergence de films de qualité.